# Gayatri Devi
Gayatri Devi (* 23. Mai 1919 in London; † 29. Juli 2009 in Jaipur, Rajasthan) war Maharani von Jaipur.

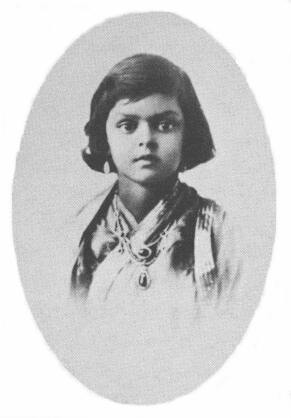
Gayatri Devi, vor 1929

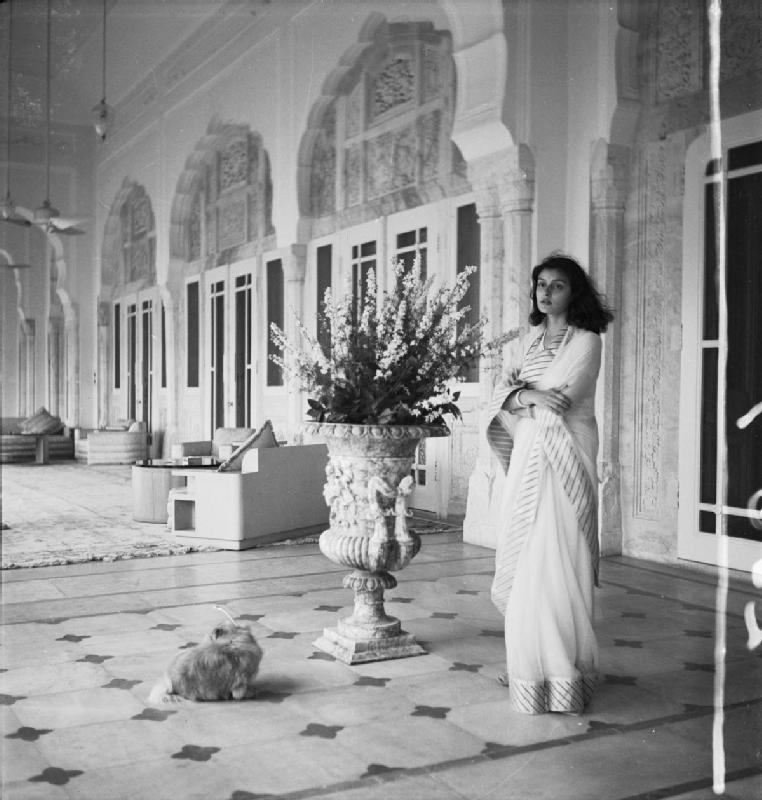
Gayatri Devi fotografiert von Sir Cecil Beaton

Ihre Eltern waren Maharaja Jitendra Narayan von Cooch Behar und Maharani Indira Raje, eine Tochter des Maharajas von Baroda. Gayatris Vater starb, als sie drei Jahre alt war.
Sie heiratete am 9. Mai 1940 den Maharaja von Jaipur, Man Singh II. und wurde dessen dritte Frau. Gayatri galt zu ihrer Zeit als eine der schönsten Frauen der Welt; so kürte sie das Modemagazin Vogue in ihrer Jugend zu einer der zehn schönsten Frauen der Welt. Nach Auflösung des Fürstenstaates wurde sie als Mitglied der Swatantra-Partei ins indische Parlament der dritten, vierten und fünften Lok Sabha gewählt. Sie war Autorin der Bücher A Princess Remembers und A Government's Gateway und in mehreren indischen Sportverbänden als Funktionärin aktiv.

## Schriften (in Auswahl)
- N.G. Ranga. Gayatri Devi: The Congress path to national disaster. - Bombay : Krishnan ca. 1965
- A princess remembers. The Memoirs of the Maharani of Jaipur. (Unter Mitwirkung von Santha Rama Rau, 1923–2009). - Philadelphia. New York : Lippincott 1976.
- Une Princesse se souvient. Paris: Laffont 1979
- (Mit der Koautorin Santha Rama Rau:) A princess remembers. The memoirs of the Maharani of Jaipur. 1. Indian edition. - New Delhi: Tarang 1984
- Die Memoiren der Maharani von Jaipur. Erinnerungen einer Prinzessin. Aus dem Engl. übs. von Veronika Obst. Mit e. Einf. von Dietmar Storch. - New Delhi : Prakash 2006 (Neudruck 2016).
- Erinnerungen einer Prinzessin. Die Memoiren der Maharani von Jaipur. Aus dem Engl. übs. von Veronika Obst. - Heidelberg : Draupadi 2014

## Biographie
- Dharmendar Kanwar: Rajmata Gayatri Devi...Enduring Grace. - New Delhi : Lustre Press/Roli Books 2004
- Dharmedar Kanwar: The last queen of Jaipur. The Legendary Life of Maharani Gayatri Devi. - Vercelli : White Star 2009